# Jean Succar Kuri
Jean Thouma Hannah Succar Kuri (Bisharri, Líbano; 19 de septiembre de 1944 - Cancún, Quintana Roo, México; 14 de junio de 2024), conocido como Jean Succar Kuri, fue un empresario y delincuente sexual libanés nacionalizado mexicano que cumplía condena por los delitos de prostitución y pornografía infantil en el Cefereso Cancún, ubicado en el estado de Quintana Roo
después de haber sido movilizado del penal de Chiapas, en donde cumplía su condena a Quintana Roo. 
El 31 de agosto de 2011 fue declarado culpable y sentenciado a 112 años de prisión.

## Arribo a México
El 19 de agosto de 1975, Succar Kuri llegó al estado de Guanajuato en donde se hospedaría en casa de unos tíos, posteriormente se mudó a Cancún, ciudad que estaba experimentando una explosión en la industria turística. Ahí contrajo matrimonio y se divorció al poco tiempo. Posteriormente conoció a una niña de 5 años en Acapulco, con quien se casó cuando ella cumplió 18 y con quien tuvo cinco hijos.

### Negocios en Cancún
Vio crecer su imperio de un puesto de refrescos en el Aeropuerto de Cancún a un grupo de 50 villas y el Hotel Solymar. Su fortuna se estimó en 30 millones de dólares.

### Los Demonios del Edén
Después de la publicación del libro "Los Demonios del Edén" (Demons of Eden) de Lydia Cacho, el nombre de Succar Kuri se vio relacionado con el empresario libanés radicado en Puebla Kamel Nacif Borge, y a ambos en una red de explotación sexual infantil. En 2004 fue detenido en Chandler, Arizona, y extraditado a México a pedido del entonces procurador general de la República y de la Interpol. El 26 de marzo de 2005 el juez federal Amado Chiñas, denegó al méxico-libanés Jean Succar Kuri el amparo solicitado por sus abogados norteamericanos para liberar sus cuentas bancarias por más de 20 millones de dólares.
Fue acusado de pornografía infantil, abuso sexual infantil y estupro.
Finalmente fue condenado a 112 años de prisión por cargos de pornografía infantil y corrupción de menores. De acuerdo con la ley mexicana, tendría que cumplir un mínimo de 60 años de esa sentencia.